# Mark DeCarlo
Mark DeCarlo (* 23. Juni 1962 in Chicago, Illinois) ist ein US-amerikanischer Schauspieler, Synchronsprecher und Fernsehmoderator.

## Leben
DeCarlo hat zwei Brüder. Er verließ die Benet Academy 1980, außerdem hat er einen Abschluss an der University of California, Los Angeles. Er ist seit dem 24. November 2012 mit der Synchronsprecherin Yeni Álvarez verheiratet.
1987 feierte er sein Schauspieldebüt in einer Episode der Fernsehserie Still the Beaver. Es folgten weitere Besetzungen in Fernsehserien (Bigfoot und die Hendersons, Lass es, Larry!, Malcolm mittendrin), Fernsehfilmen (Finders Keepers) und Mitwirkungen in Blockbustern (Fifty Shades of Grey – Gefährliche Liebe). Seit den 1990er Jahren ist er zudem als Synchronsprecher tätig. Seine bekannteste Figur ist die des Hugh Neutron, Vater von Jimmy Neutron, die er in über 50 Episoden der Animationsserie, mehreren Filmen und Videospielen sprach.
Er tritt im US-amerikanischen Fernsehen immer wieder als Moderator und Gastgeber in Erscheinung.

## Filmografie

### Schauspieler
- 1987: Still the Beaver (Fernsehserie, Episode 2x20)
- 1988: Monster Hospital
- 1990: Babes (Fernsehserie, Episode 1x03)
- 1992: Buffy – Der Vampir-Killer (Buffy the Vampire Slayer)
- 1992: Bigfoot und die Hendersons (Harry and the Hendersons) (Fernsehserie, Episode 3x06)
- 1992: The Ben Stiller Show (Fernsehserie, Episode 1x08)
- 1993: Matlock (Fernsehserie, Episode 8x06)
- 1993: L.A. Angel – Deadly Revenge (Angel IV: Assault with a Deadly Weapon)
- 1994: California College – Hochzeit in Las Vegas (Saved by the Bell: Wedding in Las Vegas)
- 1995: Seinfeld (Fernsehserie, Episode 6x22)
- 1997: Das Leben und Ich (Boy Meets World) (Fernsehserie, Episode 4x19)
- 1997: Three Days
- 1997: Bezaubernder Dschinni (You Wish) (Fernsehserie, Episode 1x06)
- 1997–1999: Tracey Takes On... (Fernsehserie, 2 Episoden)
- 1998: Saving Ryan’s Privates (Kurzfilm)
- 1999: A Fare to Remember
- 1999: A Wake in Providence
- 2001: Lass es, Larry! (Curb Your Enthusiasm) (Fernsehserie, Episode 2x08)
- 2002: Reality School (Kurzfilm)
- 2002: The Godthumb (Kurzfilm)
- 2002: Black Hole
- 2004: Raising Genius
- 2004: Reality School (Fernsehfilm)
- 2004: Liebe auf Umwegen (Raising Helen)
- 2004: Oliver Beene (Fernsehserie, Episode 2x07)
- 2005: Sex Sells: The Making of 'Touché'
- 2005: Mobsters and Mormons (unter dem Namen George Cheeseman)
- 2006: Las Vegas (Fernsehserie, Episode 3x14)
- 2006: Malcolm mittendrin (Malcolm in the Middle) (Fernsehserie, Episode 7x18)
- 2008: The Last Page (Kurzfilm)
- 2012: The Middle (Fernsehserie, Episode 4x03)
- 2013: Summoned (Fernsehfilm)
- 2014: Baby Daddy (Fernsehserie, Episode 3x12)
- 2014: Finders Keepers (Fernsehfilm)
- 2014: A Christmas Mystery (Fernsehfilm)
- 2015: Die Thundermans (Fernsehserie, Episode 3x10)
- 2016: Hidden America with Jonah Ray (Fernsehserie, Episode 1x06)
- 2017: Fifty Shades of Grey – Gefährliche Liebe (Fifty Shades Darker)
- 2017: The Babymoon
- 2018: Lucifer (Fernsehserie, Episode 3x18)
- 2018: For the People (Fernsehserie, Episode 1x06)
- 2019: Thumb Wars IX: The Thighs of Skyskipper
- 2020: The Rookie (Fernsehserie, Episode 2x14)

### Synchronsprecher
- 1995–1996: Duckman (Duckman – Private Dick/Family Man) (Zeichentrickserie, 2 Episoden)
- 1997: Rugrats (Zeichentrickserie, Episode 4x06)
- 1997: The X-Fools (Videospiel)
- 1997: Aaahh!!! Monster (AAAHH!!! Real Monsters) (Zeichentrickserie, Episode 4x09)
- 1997: Santa vs. the Snowman (Animationskurzfilm)
- 1998: Jimmy Neutron: Runaway Rocketboy! (Animationskurzfilm)
- 1999: Thumb Wars: The Phantom Cuticle (Animationskurzfilm)
- 2000: Thumbtanic (Animationskurzfilm)
- 2000–2006: Jimmy Neutron (The Adventures of Jimmy Neutron: Boy Genius) (Animationsserie, 56 Episoden)
- 2001: Bat Thumb (Animationskurzfilm)
- 2001: Jimmy Neutron: Boy Genius (Videospiel)
- 2001: Jimmy Neutron – Der mutige Erfinder (Jimmy Neutron: Boy Genius) (Animationsfilm)
- 2002: The Adventures of Jimmy Neutron Boy Genius: Jimmy Neutron Vs Jimmy Negatron (Videospiel)
- 2002: Santa vs. the Snowman 3D (Animationskurzfilm)
- 2004: Jimmy Neutron vs. Timmy Turner (Animationsfilm)
- 2004: The Adventures of Jimmy Neutron Boy Genius: Attack of the Twonkies (Videospiel)
- 2006: Lucas, der Ameisenschreck (The Ant Bully) (Animationsfilm)
- 2006: The Jimmy Timmy Power Hour 3: The Jerkinators! (Animationsfilm)
- 2007: Racing Naykid (Fernsehserie, Erzähler)
- 2007–2008: Barnyard – Der tierisch verrückte Bauernhof (Back at the Barnyard) (Zeichentrickserie, 4 Episoden)
- 2007–2009: Family Guy (Zeichentrickserie, 2 Episoden)
- 2008: Doraemon: Nobita to midori no kyojinden (Zeichentrickfilm)
- 2008: Immigrants (L.A. Dolce Vita) (Zeichentrickfilm)
- 2008: Die Zauberer vom Waverly Place (Wizards of Waverly Place) (Fernsehserie, Episode 2x10, Sprecherrolle)
- 2011: Johnny Bravo Goes to Bollywood (Zeichentrickfilm)
- 2011: The Understudy (Kurzfilm, Sprecherrolle)
- 2012: Meister Mannys Werkzeugkiste (Handy Manny) (Zeichentrickserie, Episode 3x44)
- 2016: Quackerz (Animationsfilm)
- 2019: Renault 4 (Sprecherrolle)